# 小式部內侍
小式部內侍（999年？—1025年），日本平安時代中期和歌歌人、掌侍，女房三十六歌仙之一。

## 生平
小式部內侍本姓橘氏，為橘道貞與和泉式部之女。出生年份不確定，大約在長保元年（999年）前後。雙親在她4、5歲左右便已離緣。
大概12歲左右，即寬弘六年（1009年），她成為一條天皇中宮藤原彰子（藤原道長之女）的女房，不久其母親和泉式部也在同一處出仕。為了和其母的女房名「式部」有所區別，她被稱為「小式部」（「式部」一名由其外祖父大江雅緻的官職「式部大丞」而來）。
小式部內侍遺傳了和泉式部的美貌，又自幼顯露出色的和歌才華，和她母親年輕時一樣跟好幾位貴族男性都有戀愛關係。最初她是堀河右大臣藤原賴宗的情人，之後嫁與賴宗之弟關白藤原教通為妾，生下一子（後來出家，法名靜圓），又與藤原範永生下一女（後來成為藤原賴宗府上的女房，也是一位和歌歌人）。萬壽二年（1025年）十一月，生下藤原公成之子藤原賴忍不久去世，年僅26、27歲。
和泉式部對女兒早逝極感悲傷，寫下輓歌，表示自己失去愛女和外孫失去母親的悲痛：
|  | （中譯：捨母與子獨西去 黃泉路上最憶誰 心憐小兒思悲切 吾母念我泣淚垂） |

小式部內侍在世時甚得藤原彰子喜愛，每年恆例得到衣飾賞賜。在她死後，這些賞賜仍沒有間斷。

## 和歌創作

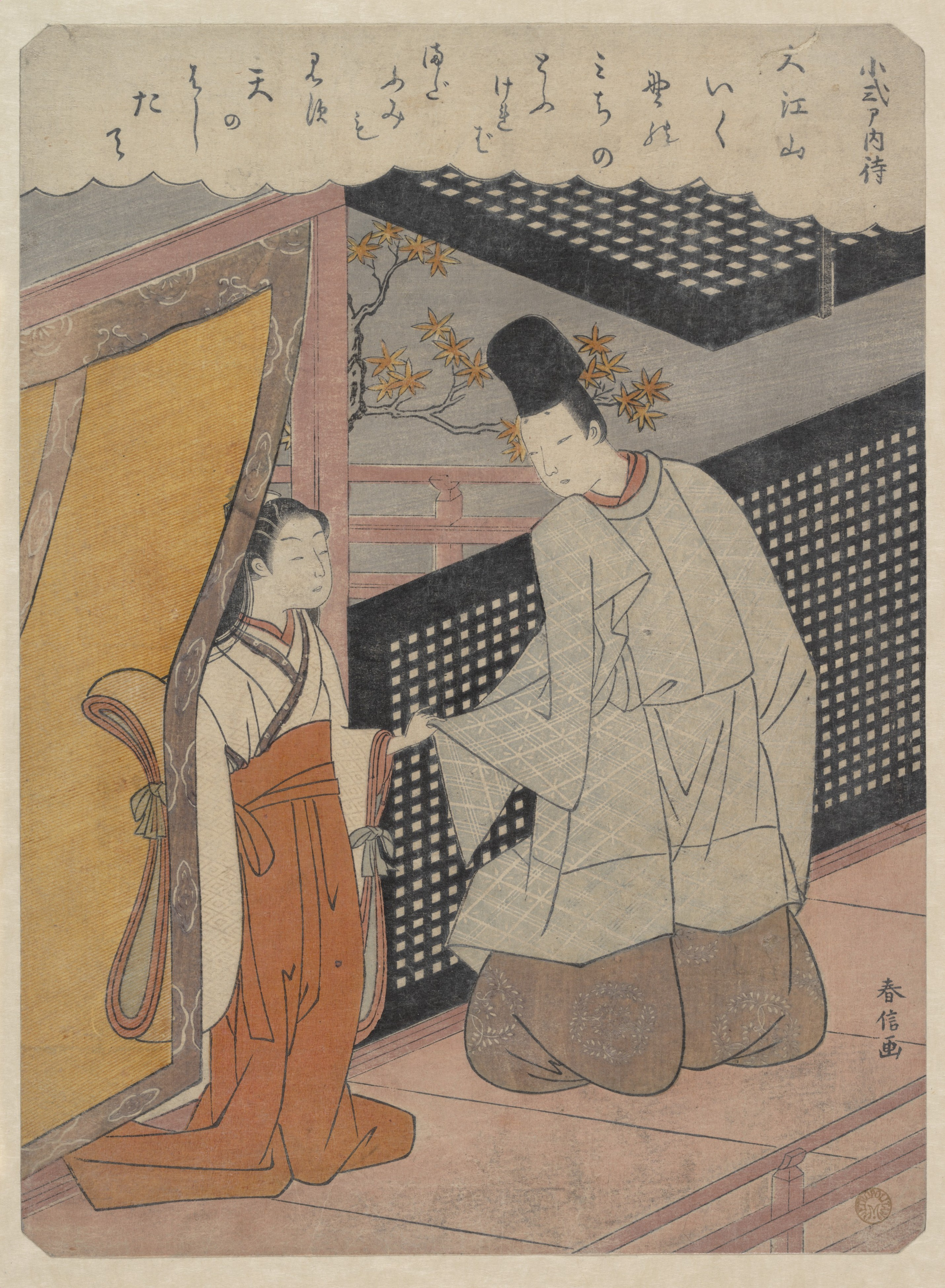
小式部內侍

小式部內侍的和歌沒有編成家集，有8首和歌收入《後拾遺和歌集》《金葉和歌集》等敕撰和歌集。
她其中一首最有名的作品收入《小倉百人一首》：
|  | （中譯：母居遠于大江山 生野迢迢路幾千 難到天橋立上望 更悲書信不曾傳 |

這首作品出自一次歌合（和歌歌會）。時人傳言小式部內侍的和歌都得到母親和泉式部的潤飾才顯得不凡，恰巧是次宮中歌合是在和泉式部再婚，剛隨丈夫丹後守藤原保昌到京都府宮津的任地生活時舉行。於是中納言藤原定賴乘機在歌合那天到她的居處取笑，「不知來自丹後的回覆到了沒有？」，小式部內侍以這首和歌回答，表示：「越過大江山、生野的路途遙遠，我一次也沒踏足過那裡的天橋立，也沒有收到母親來信。」以此反駁，也順道表達和母親分隔兩地的心情。此答歌使用掛詞，技巧高妙，小式部內侍自此才名大進。
附帶一提，藤原定賴雖然戲謔小式部內侍，但二人以和歌相交，關係其實十分友好。《十訓抄》、《古今著聞集》等小說甚至認為他們有戀愛關係。